# Buginbaatar
Buginbaatar es un género extinto de mamífero de fines del Cretácico en Mongolia. Es miembro del orden extinto  Multituberculata, dentro del suborden Cimolodonta en la familia Cimolomyidae. Vivió hacia finales de la era del Mesozoico.
El género Buginbaatar fue nombrado por Kielan-Jaworowska Z. y Sochava A.V. en 1969 a partir de restos de una sola especie. Los restos de esta especie, denominada Buginbaatar clarki, fueron encontrado en estratos de fines del Cretácico en Bügiyn Tsav en Mongolia.
Este es el único multituberculado mongol de fines del Cretácico que no pertenece a la familia Djadochtatherioidea. Los restos son incompletos y la asignación de B. a Cimolomyidae es tentativa, (Kielan-Jaworowska & Hurum 2001, p. 408).